# エヴァ・ボト
エヴァ・ボト（スロヴェニア語:Eva Boto、1995年12月16日 - ）は、スロヴェニアのポップ歌手である。2012年2月26日、ユーロビジョン・ソング・コンテスト2012のスロヴェニア代表に選出され、同年5月にアゼルバイジャンのバクーで行われる同大会に参加する。

## 来歴
スロヴェニア北部・トラボグラート市のシェンティアンシュ・プリ・ドラヴォグラドゥ村（Šentjanž pri Dravogradu）出身で、高校生の歌唱大会で全国優勝した経験を持つ。2011年、スロヴェニア・ラジオ・テレヴィション（Radiotelevizija Slovenija）主催による、ユーロビジョン・ソング・コンテスト2012のスロヴェニア代表選考・「ミシヤ・エウロヴィジヤ（Misija Evrovizija）」に参加する。3か月におよぶ国内選考を勝ち残り、2012年2月26日にスロヴェニア代表の座をかけた決勝戦でニカとエヴァのプルスニク姉妹（Nika & Eva Prusnik）と競う。視聴者投票と審査員投票それぞれ50%ずつによる総合評価でエヴァ・ボトはプルスニク姉妹を下し、ユーロビジョン2012のスロヴェニア代表に選出された。国内選考の優勝曲となった「Verjamem」を作曲したヴラディミル・グライッチ（Vladimir Graić）は、ユーロビジョン・ソング・コンテスト2007の優勝曲となったセルビア代表・マリヤ・シェリフォヴィッチの「Molitva」の作曲者である。